# Wolfgang Wünsche (Leichtathlet)
Wolfgang Wünsche (* 3. März 1926 in Königsberg; † 21. Mai 2008 in Mainz) war ein deutscher Sportler und Journalist.

## Werdegang
Wolfgang Wünsche stammte aus Ostpreußen und begann seine sportliche Laufbahn beim TuS Hohensalza in Pommern. 1946 wurde er zunächst Mitglied des MTV Braunschweig, bei dem er in der Leichtathletik sowohl in Laufwettbewerben als auch im Weitsprung trainierte. Wegen seiner guten Leistungen im Weitsprung nahm er 1946 an den ersten Deutschen Leichtathletikmeisterschaften nach dem Zweiten Weltkrieg teil und wurde mit einer Weite von 6,66 m Zweiter und Gewinner einer Silbermedaille.
Ab 1947 studierte Wolfgang Wünsche in Göttingen. Als Mitglied von Schwarz-Gelb Göttingen nahm er erneut an den Deutschen Leichtathletikmeisterschaften 1947 teil, wurde aber im Weitsprung mit 6,66 m nur Sechster. 1950 nahm er dann an den Deutschen Hochschulmeisterschaften teil. In der 4-mal-100-Meter-Staffel wurde er mit der Staffel in der Besetzung Wünsche, Heinz Krebs, Ulrich Popplow und Jan Berghaus Deutscher Hochschulmeister und wurde dafür am 29./30. Juli 1950 von Bundespräsident Theodor Heuß mit dem Silbernen Lorbeerblatt ausgezeichnet.
Wünsche arbeitete nach dem Studium als Journalist; u. a. lieferte er für Die Zeit zahlreiche Beträge zu sportpolitischen Fragen. Er war ferner Autor des Buches Athleten, Duelle, Rekorde, erschienen 1971 im Südwest-Verlag München.